# Circlotoma bellatula
Circlotoma bellatula is een slakkensoort uit de familie van de Tornidae. De wetenschappelijke naam van de soort is voor het eerst geldig gepubliceerd in 1996 door Feng.